# Heterorachis schmassmanni
Heterorachis schmassmanni là một loài bướm đêm trong họ Geometridae.